# Mezinárodní letiště Latákie
Mezinárodní letiště Latákie (arabsky مطار اللاذقية الدولي‎, IATA: LTK, ICAO: OSLK) je mezinárodní letiště u Latákie v guvernorátu Latákia v Sýrii. V přímém sousedství letiště je vojenská letecká základna Hmímím, kterou v roce 2015 vybudovalo a od 30. září 2015 provozovalo Rusko v rámci své vojenské intervence v Sýrii.
Nejvýznamnějším civilním přepravcem na letišti Latákie je Syrian Air.